# Abraham Vater
Abraham Vater (Wittenberg, 9. prosinca 1684. – Wittenberg, 18. studenog 1751.), njemački anatom.
Svoj doktorat iz filozofije sa Sveučilišta u Wittenbergu dobio je 1706. godine, a diplomu liječnika na Sveučilištu u Leipzigu 1710. godine.
Najpoznatiji je po svojim radovima iz anatomije, ali je objavljivao i radove iz kemije, botanike, farmakologije i ginekologije. Prvi je opisao hepatopankreatičnu ampulu koja je kasnije po njemu dobila naziv ampula Vateri.